# Sevin Rosen Funds
Die Sevin Rosen Funds ist eine Risikokapitalfirma, die 1980 von Benjamin M. Rosen und Leonce John Sevin gegründet wurde.

## Beschreibung
Die Firma finanzierte unter anderem Citrix, Cypress Semiconductor, Electronic Arts, Lotus Development Corporation, Silicon Graphics, und Vitesse Semiconductor mit. Der erste große Erfolg der Firma war die Investition in Compaq 1982, die kurze Zeit später an die Börse ging. Die Firma verwaltet drei Funds, welche zusammen 1,7 Milliarden US-Dollar beinhalten.
Erfinder, die durch diese Firma unterstützt wurden, sind unter anderem Dennis Mudd (Slacker), James Sabry (Cytokinetics), Dave Vucina (Waypor,t), Michael Baum (Splunk), Nick Gault (XenSource), and Ranjith Kumaran (YouSendIt).